# 벤째성
벤째성(베트남어: Bến Tre / 省𤅶椥?)은 베트남의 오래된 지방이다. 2025년 6월 12일, 벤째성 성이 빈롱성 편입되었다.

## 역사
벤째성의 땅은 메콩강의 충적토가 쌓여 형성되었다. 18세기 초까지 대부분의 땅은 황폐하고 진흙투성이였다. 호랑이, 멧돼지, 버팔로, 악어, 비단뱀, 뱀과 같은 많은 야생동물들이 살았다.
레꾸이돈은 18세기 중엽 광남국에서 쓴 책 푸비엔에서 "깐지오, 러이럽, 다이, 띠에우의 하구에서 숲으로 들어가는 입구는 수천 리가 떨어져 있다"고 썼다.
그러나 겉만 보이는 것만 그랬을 뿐, 그곳 내부에서는 탐험하고 살려는 주민들이 있었다. 이들은 주로 북부와 중부에서 온 베트남 이민자들이었고, 주로 중부에서 온 가난한 농부들은 대부분 살 땅을 찾기 위해 남으로 가는 것이었고, 특히 찐 왕조군이 응우옌 왕가를 이용했던 시기에는 가장 혼란스러웠다. 1774년 꽝남성 투언호아를 정복하는 떠이선의 난 때는 그외에도 그 밖에 군인, 탈영병, 유배된 죄수, 조정에 죄를 지은 사람들, 민흐엉족이나 탐험할 돈이 있는 사람들 등이 몰려왔다.
벤째로 이주하는 사람들은 주로 바다와 도로를 이용하는데, 그들 대부분은 바다로 이주했다.
베트남 전쟁으로 고엽제의 피해를 많이 받은 지역 중 하나이다. 당시 벤째 공산당 당수인 응우옌티빈 여사(Nguyen Thi Bình)가 인솔하는 여군 부대가 미군과 싸운 것으로도 유명하다.

## 기후
열대 몬순 기후대에 속하여 우기와 건기가 있다. 5월부터 10월까지가 우기, 11월부터 4월까지가 건기이다. 연간 평균 강수량은 1,250mm에서 1,500mm, 연간 평균 기온은 섭씨 26도에서 27도이다.

## 지리
메콩강 삼각주 지대를 형성하는 13성의 하나로 3개의 삼각주로 구성되어 있다. 코코넛 삼림에 둘러싸인 비옥한 토지이며 농업이 발달하였다. 특히 과수원, 논이 많다. 또 담수어, 새우 등의 해산물이 풍부하여 관광객에게 인기있다.
지리적으로 벤째성은 띠엔강의 두 가지 주요 지류 사이에 끼어 있는데, 그 자체가 메콩의 두 주요 지류 중 하나이다. 벤째성의 북쪽 경계는 띠엔장성의 주요 수로에 의해 형성되지만, 이 지방의 남쪽 경계는 띠엔장성의 가장 큰 지류(벤째성의 강 상류에서 띠엔강으로부터 분리된다.)에 의해 형성된다. 띠엔강과 그 본류 사이에는 두 개의 작은 지류가 있으며, 벤째시의 한가운데를 지나고 있다.
벤째성 전체가 작은 강과 운하망으로 교차되어 있다. 이것이 제공하는 광범위한 관개는 벤째성을 주요 쌀 생산국으로 만들지만, 또한 그 지역이 홍수가 나기 쉽다는 것을 의미한다. 껀터 대학교 기후변화연구소는 기후변화의 가능한 결과를 연구하면서 해수면이 1미터 상승할 경우 벤째성의 51%가 침수될 것으로 예상할 수 있다고 예측했다. 벤째성은 평균적으로 해발 1.25미터에 불과하다.

## 행정 구역

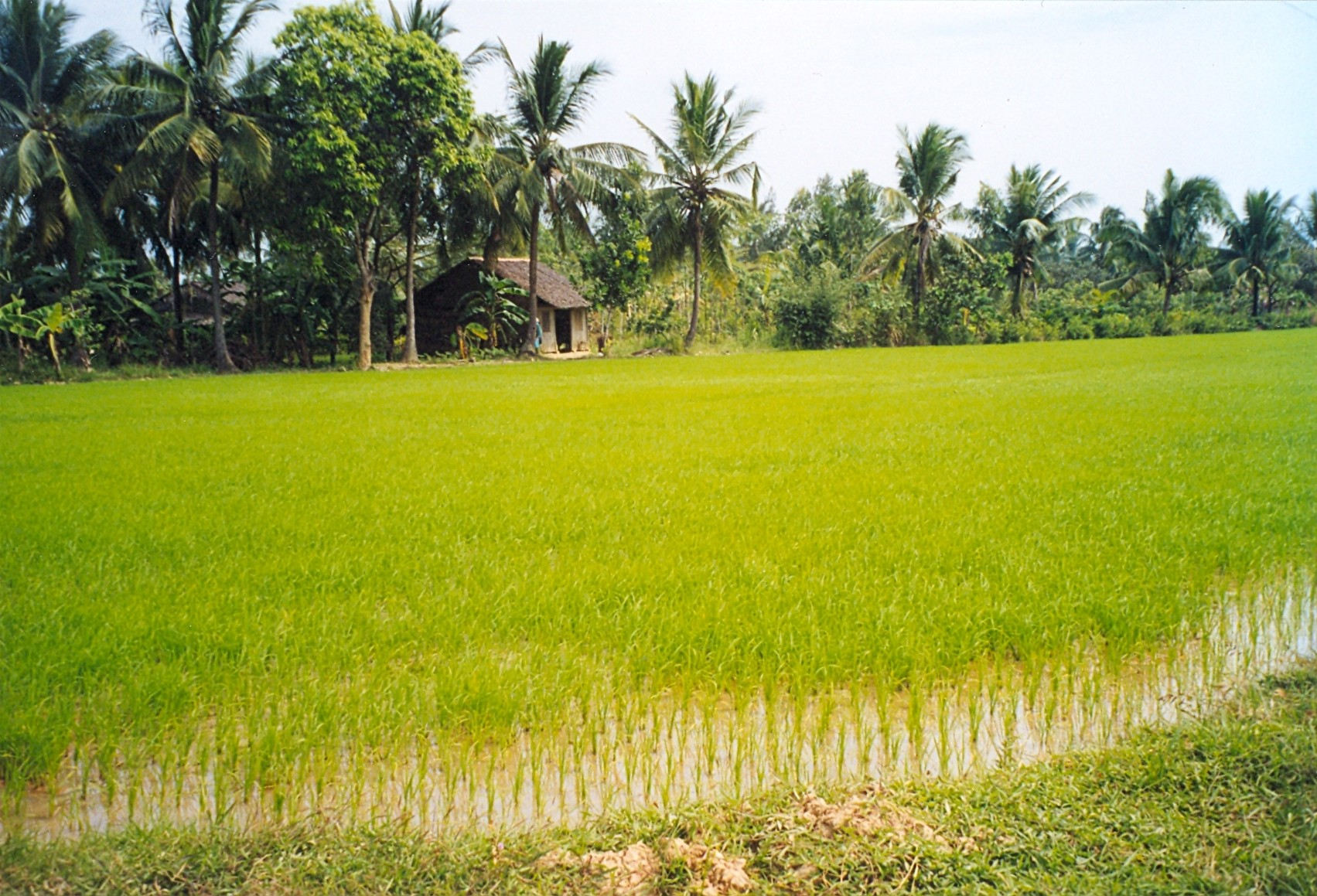
쯔락현 까이몬의 논

행정 구역상 벤째는 8개의 현으로 나뉜다. 성도는 벤째시이며, 분리된 지방 자치체이다.

### 시
- 벤째시

### 현
- 바찌현 (Huyện Ba Tri / 𠀧知縣)
- 빈다이현 (Huyện Bình Đại / 平大縣)
- 쩌우타인현 (Huyện Châu Thành / 周城縣)
- 쩌락현 (Huyện Chợ Lách / 𢄂藶縣)
- 종쫌현 (Huyện Giồng Trôm / 壠簪縣)
- 모까이박현 (Huyện Mỏ Cày Bắc / 㖼𦓿北縣)
- 모까이남현 (Huyện Mỏ Cày Nam / 㖼𦓿南縣)
- 타인푸현 (Huyện Thạnh Phú / 盛富縣)

## 경제

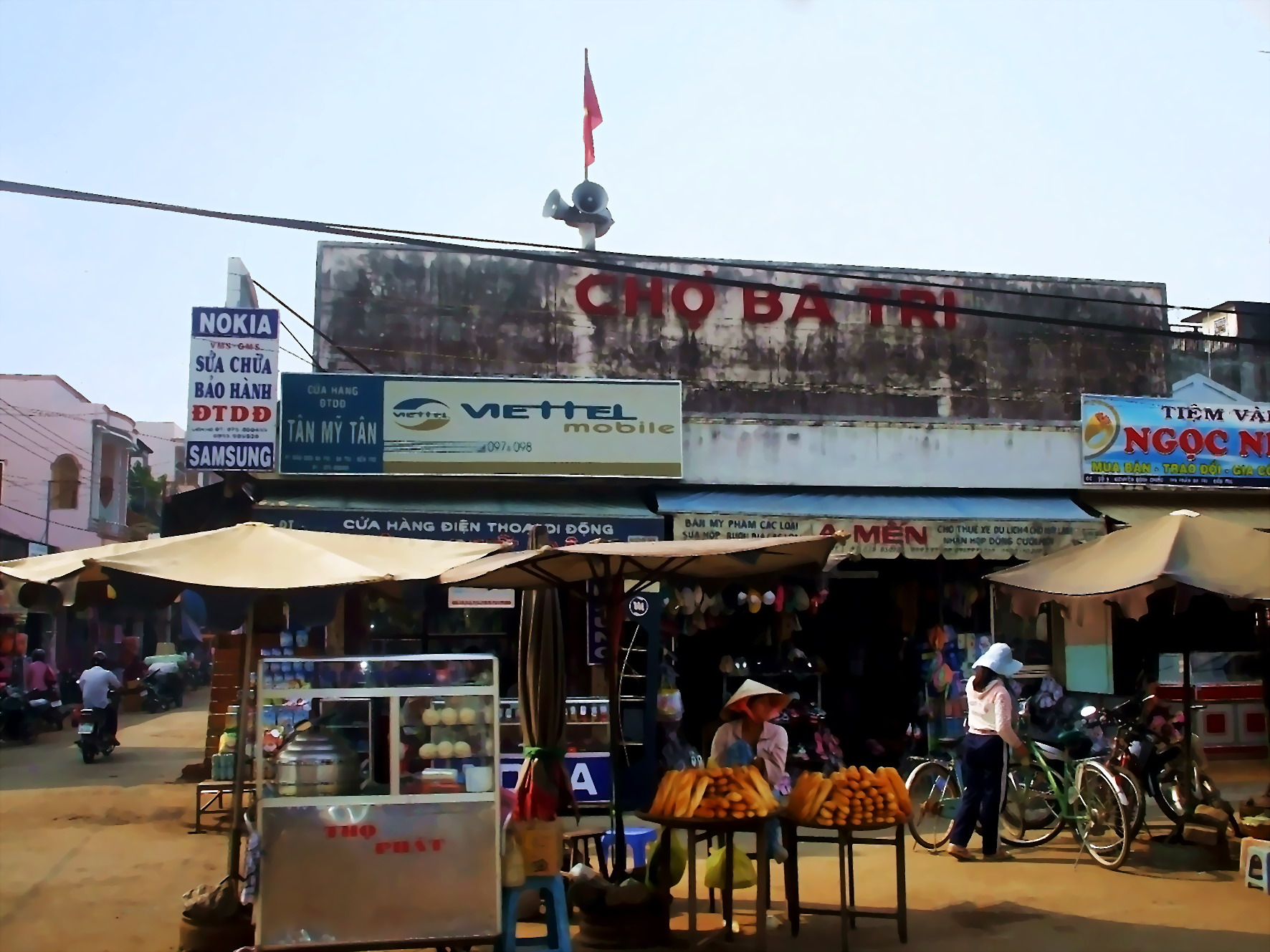
바찌현 시장

일인당 GDP는 메콩강 삼각주 지대 평균 90%로 약간 낮다. 벤째성은 또한 메콩강변의 충적토 지역에 특히 함르엉에 넓은 면적의 벼 재배지를 가지고 있다. 주요 식량 작물은 쌀이며, 2차 작물은 고구마, 옥수수, 야채가 중요한 부분을 차지한다. 사탕수수는 강과 운하를 따라 충적토에서 광범위하게 재배된다. 가장 유명한 것은 모까이와 종쫌의 사탕수수 품종이다. 담배 재배 면적은 모까이에 집중되어 있는데, 그 곳에는 유명한 진정 효과가 있는 향기가 나는 식물도 있다.
벤째성에는 오렌지, 귤, 두리안, 바나나, 람부탄, 망고스틴, 커스터드, 망고, 본본, 파인애플, 자몽 등 많은 종류의 과일나무가 쯔락현, 종쫌현, 모까이, 쩌우타인현에서 자라고 있다. 특산품 외에도 코코넛 캔디, 월남쌈피, 선독피 등이 있다. 쯔락현의 까이몬 무역 마을은 매년 시장에 수백만 종의 과일나무와 장식용 식물을 공급한다.
2012년 벤째성은 당해 경제 성장 13%, 국민의 생활수준 향상 7.1%로 빈곤율 감소, 사회보장, 정치적 안정 유지 등을 기본 목표를 설정했다.

## 관광
이곳은 메콩강 크루즈로 시작하는 생태관광이 유명하며 관광수입은 연 20%의 비율로 계속 증가하고 있다. 호찌민 시에서는 미토를 경유하는 것이 일반적인 경로이며 미토 중심부로부터 벤째 중심부까지는 페리와 노선 버스를 갈아타면 약 1시간 정도 걸린다.

## 교통
2009년 1월 19일 현재 벤째성과 띠엔장성의 미토를 연결하는 락미에우 대교가 정식으로 개통했다. 이로 인해 페리의 운항이 중지되었다.

## 같이 보기
- 메콩강 삼각주

## 갤러리

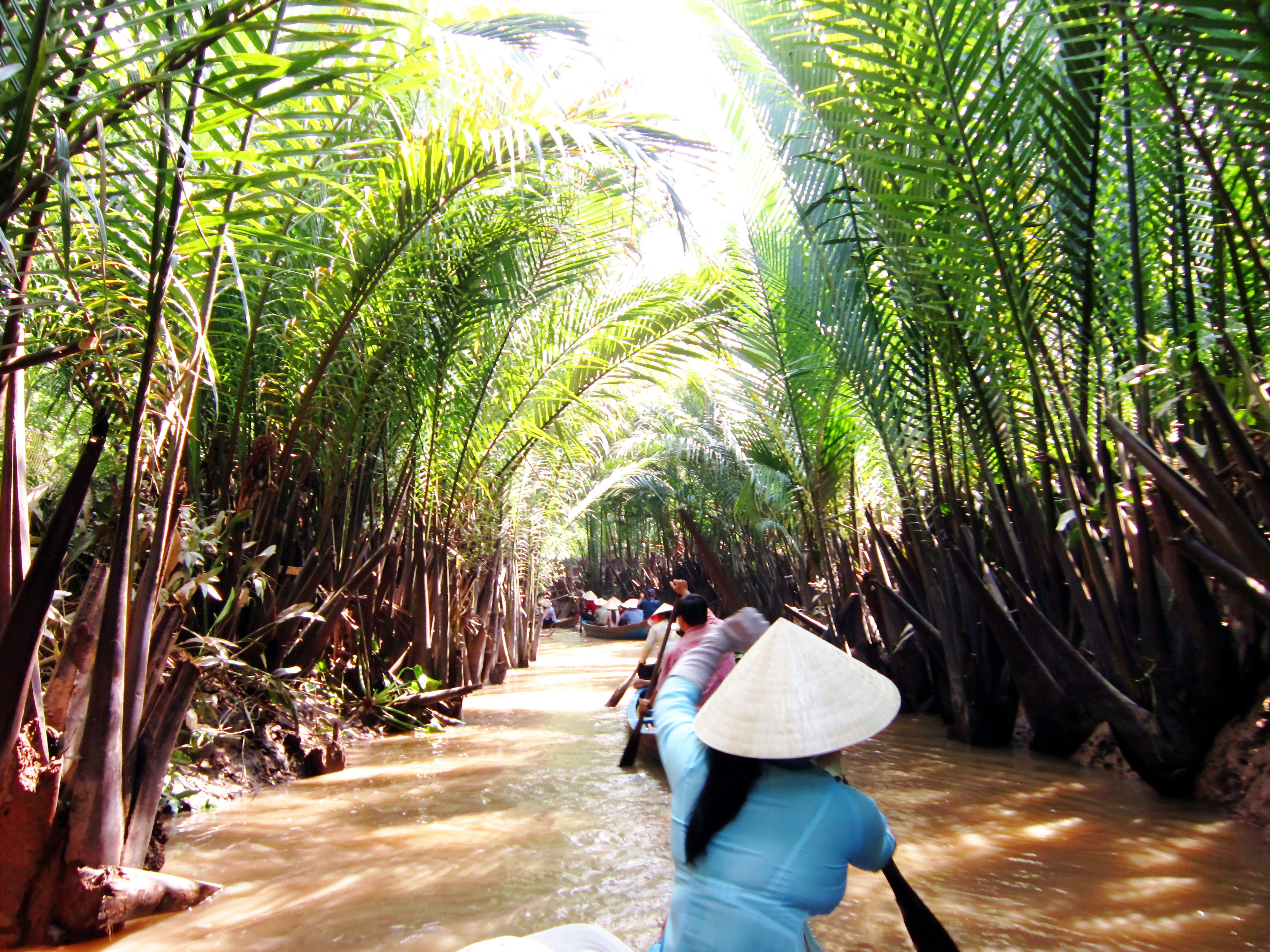
관광객 커누 타기, 쩌우타인현
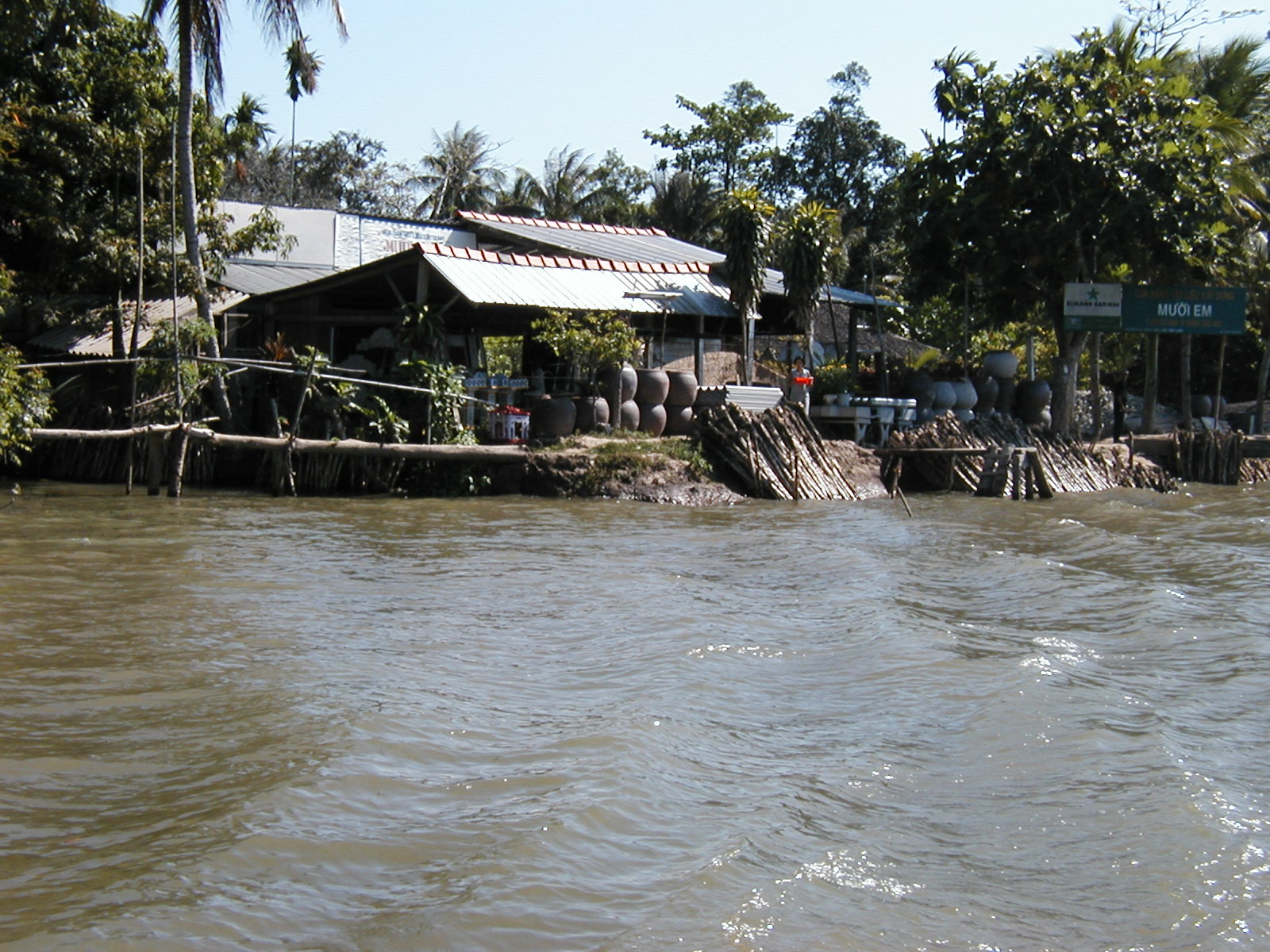
띠엔강
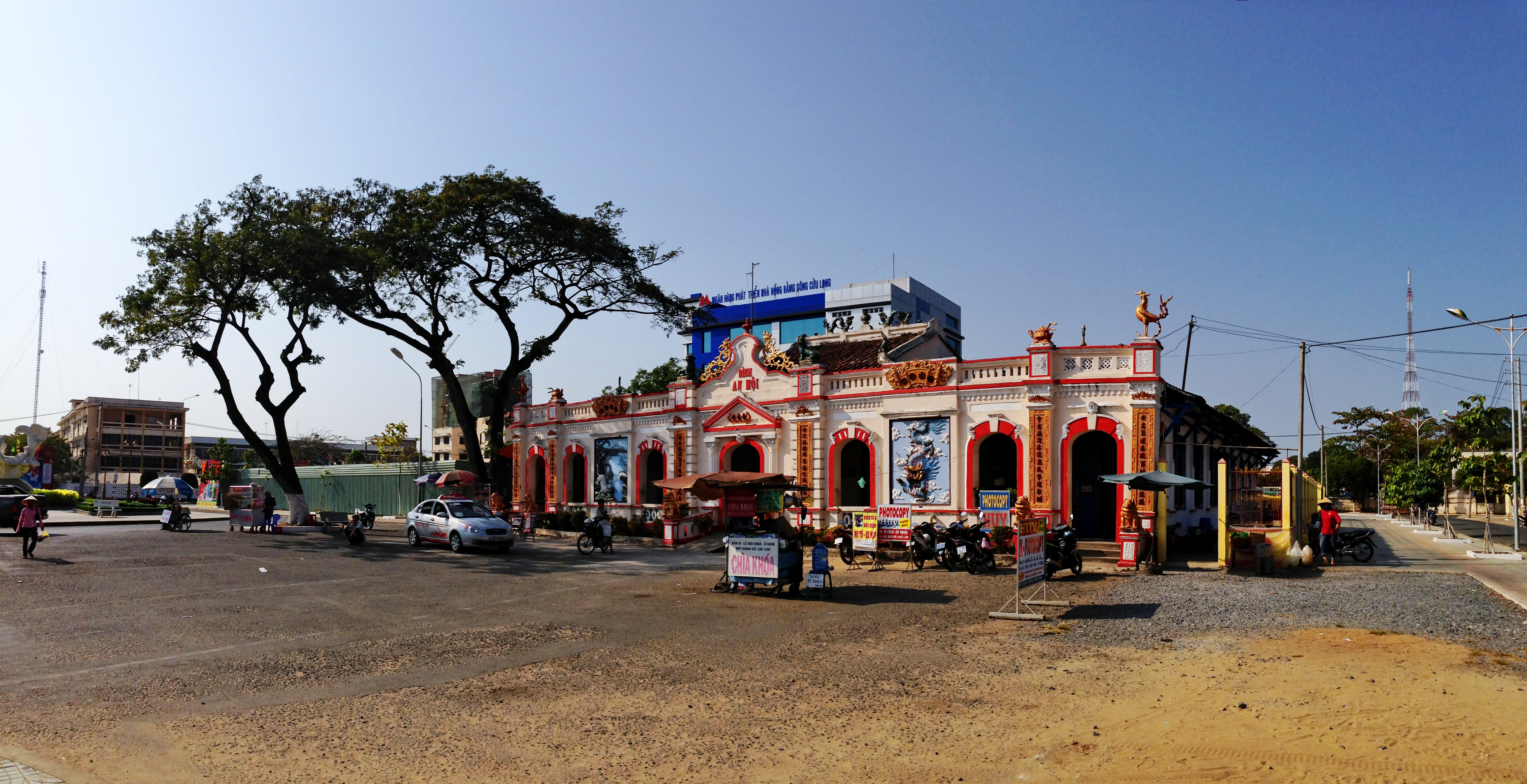
벤째시 2방 딘안호이
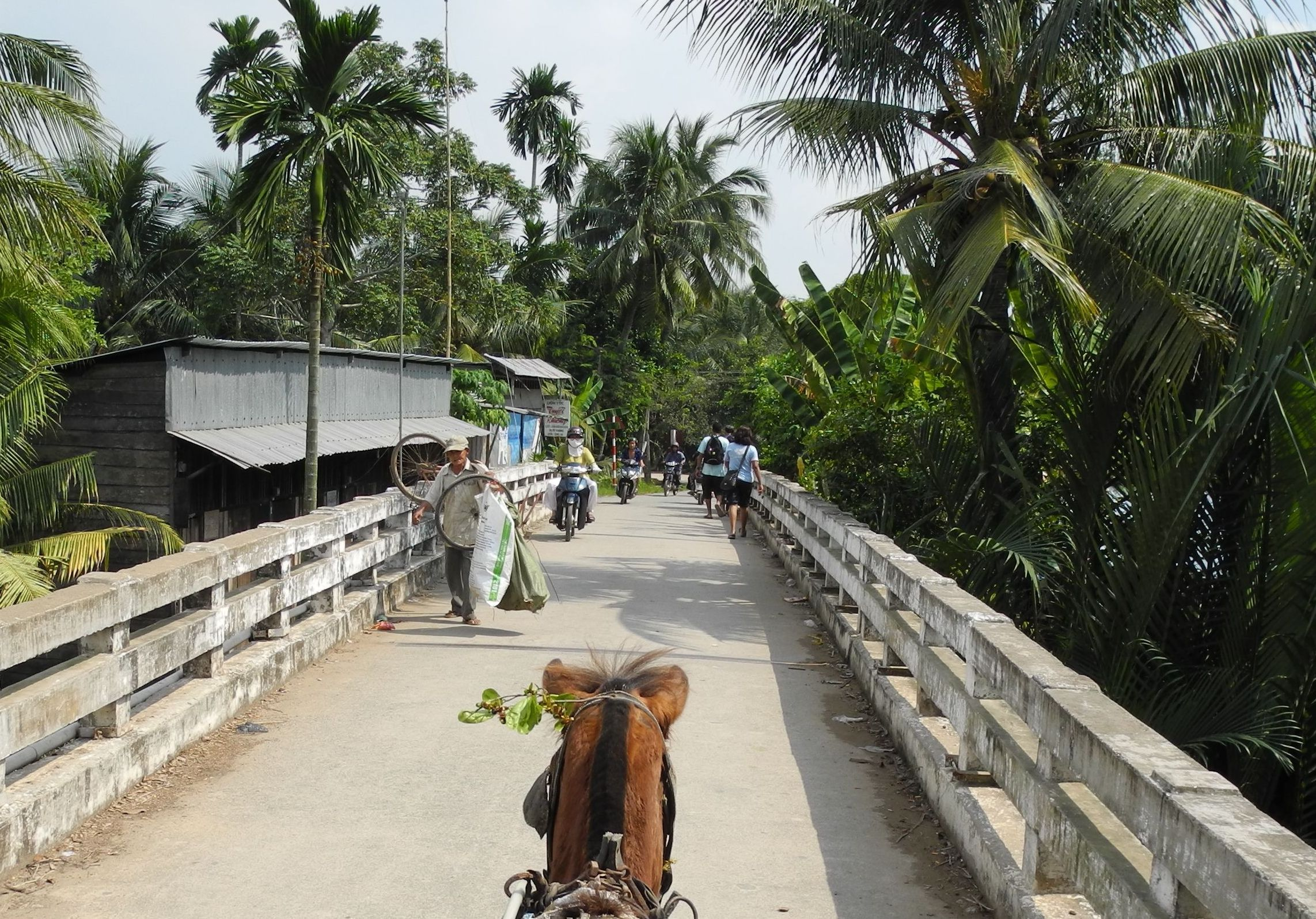
벤째성 여행
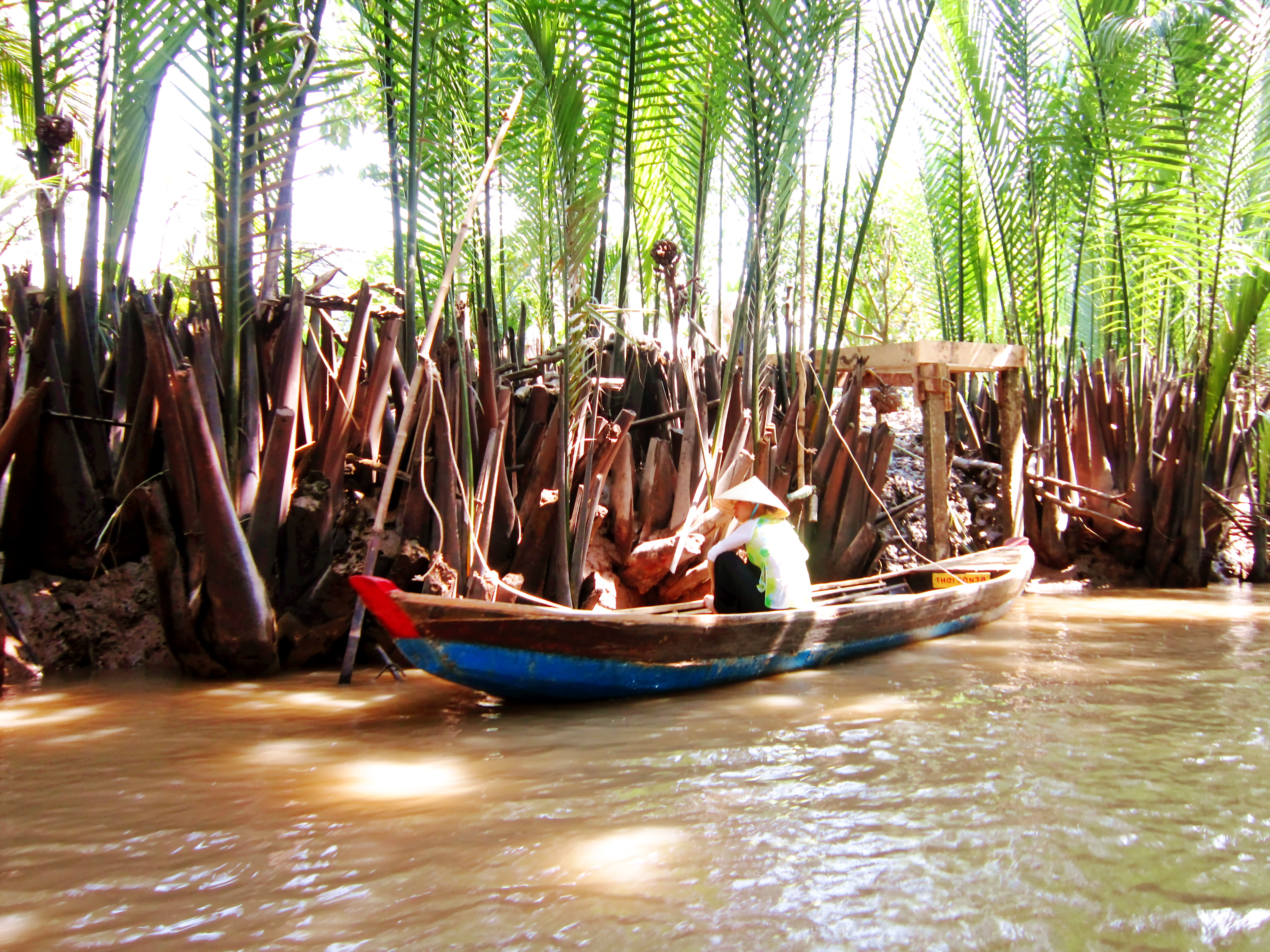
하이짜이
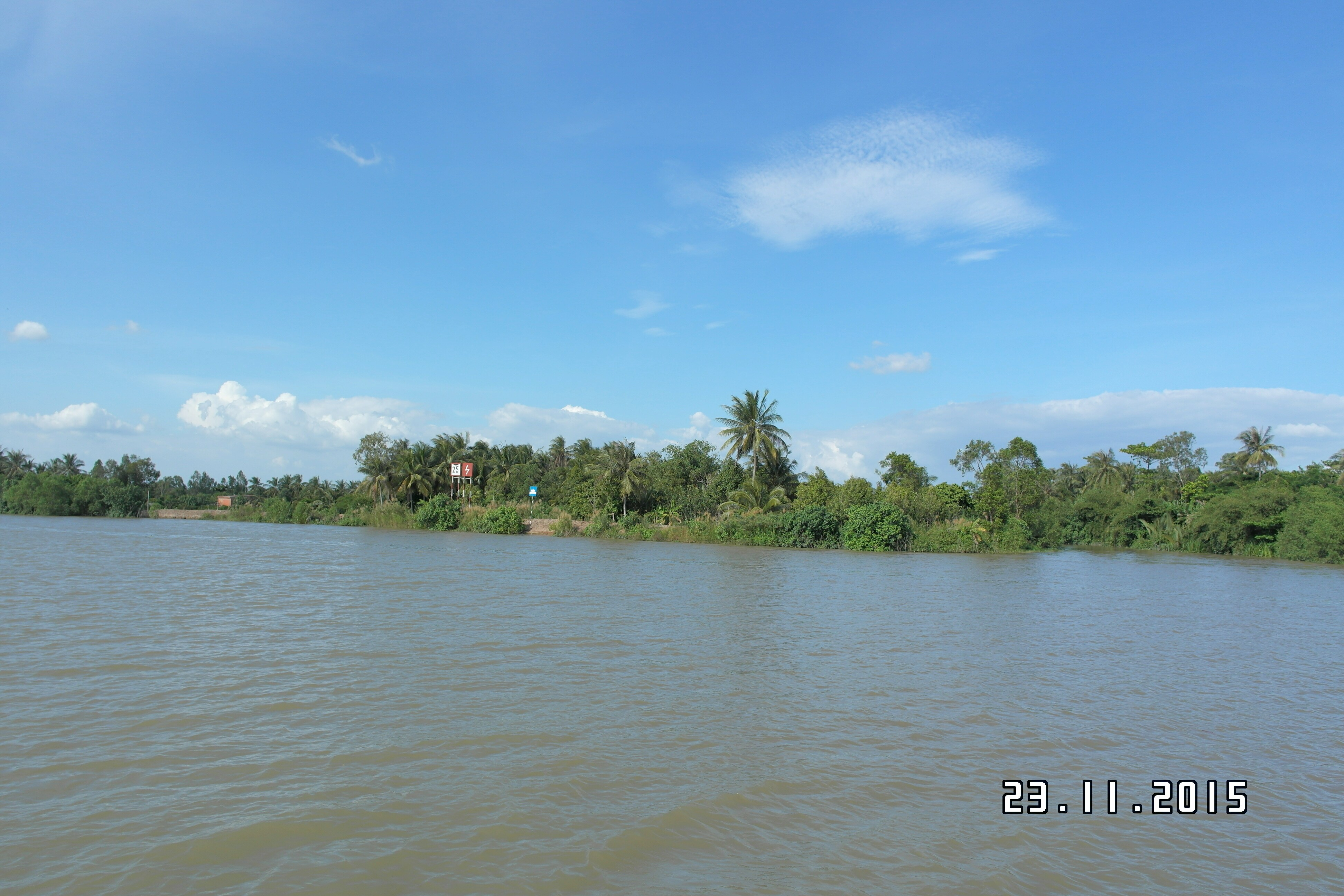
쯔락현 흥카인쭝 B
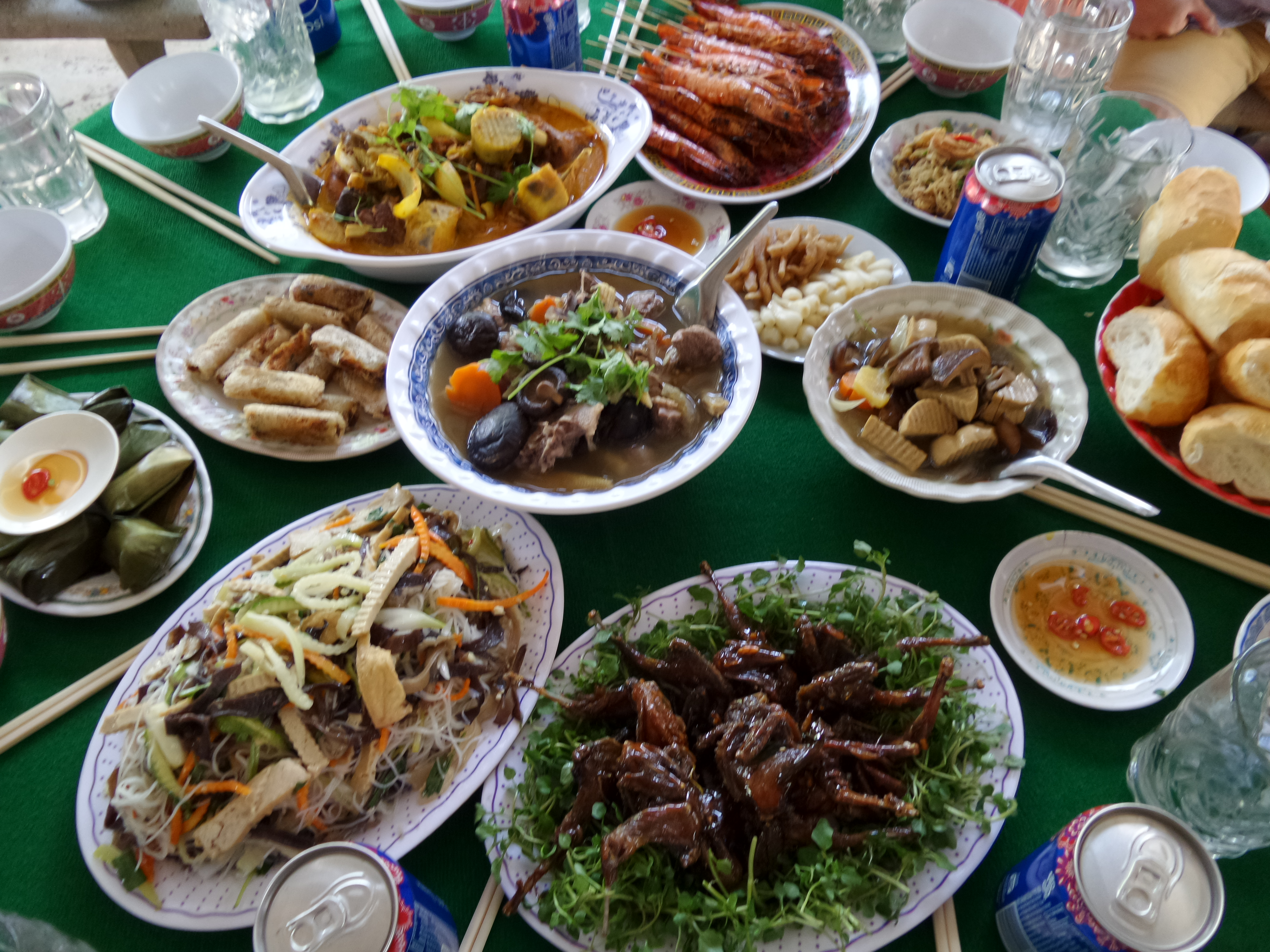
쩌우타인현 요리